# ファルコ・ランバルディ
ファルコ・ランバルディ（Falco Lombardi）は、任天堂のコンピュータゲーム『スターフォックス』シリーズに登場する架空のキャラクター。

## 概要
シリーズの主人公、フォックス・マクラウドのチームメイトとして登場するキャラクターのひとり。青い鳥の姿をしており、「ファルコ」という名前からファルコン、すなわちハヤブサをモチーフにしたものと思われがちだが、実際は昔話に登場するような鳥としてキジをモチーフにデザインされている。
エース・パイロットとして非常に優秀な腕を持っており、アーウィンの操縦に関してはフォックスと一二を争う程の腕前であるが、自信が強いあまりに単機特攻など無茶な戦闘を行いがちで、たまに致命的な操縦ミスや機体の不調をやらかすなど局所的な盲点も抱えており、総合的な実力は安定しない。また、戦車「ランドマスター」や潜水艦「ブルーマリン」といった飛行性能を持たないメカや、戦闘機を使用しない戦闘を非常に毛嫌いしており、『アサルト』においても、フォックス、スリッピー、クリスタルがブラスターを手に出撃する機会があるのに対し、ファルコだけ全ミッションを通じてアーウィンのみで戦っている。
ぶっきらぼうな言動でクールな印象を与えているが、実際は誰よりも仲間思いな熱血漢であり、口には出さないもののチームメイトを家族と思っている模様。64版の頃は協調性を欠く言動が多かったが、後の作品になるにつれ素直になってきている。また、『コマンド』でフォックスに「いつも遅れてやって来る」と評されており、実際フォックスに危機がせまりギリギリのところで現れるという展開が多い。
身体的特徴としては、他のメンバーより最も身長が高い。『アサルト』では骨格や筋肉が職業軍人らしい筋骨逞しい体になっている。シリーズを通しての服装デザインは差ほどフォックスと変わらないが、『アドベンチャー』ではスターフォックスを脱退していたため、それまで着ていた制服を脱ぎ、パンクスタイルの様な普段着（らしきもの）に着替えている。サングラスをかけており、復帰の際にはずしている。何故か頭部を負傷しており、頭に包帯を巻いている。『アサルト』でもデザインが新調され、赤を基調とした戦闘服に変更されている。

## 作品ごとの設定、行動など
スターフォックス
自身の元ライバルであるフォックス・マクラウドらと共に宇宙義賊として活動しており、フォックス達と共にペパー将軍にスカウトされ、軍が所有する戦闘機「アーウィン」に乗り、共にアンドルフ軍討伐に向かう。
単独で先行し別のレベルのボスを撃破したりする等、メンバーの中では最も腕が優秀。
スターフォックス64
かつて宇宙暴走族「FREE AS A BIRD」のヘッドとして宇宙を飛び回っていた過去を持つ。19歳の時にやとわれ遊撃隊「スターフォックス」の創設者を父に持つフォックス・マクラウドらと共に新生スターフォックスを結成し、ペパー将軍からの依頼により共にベノムへ向けて出撃する。メンバーの中では最も積極的に敵機を攻撃する他、ルート分岐のヒントを教えてくれたりその援護を行う。
ゾネスにて、かつての暴走族仲間のキャット・モンローとの再会を果たす。
フォックスの腕を認めてはいるもののリーダーとしてはまだ未熟と思っている節があったが、フォックスが本物のアンドルフを倒して来た際には彼をリーダーと呼び迎える。
スターフォックスアドベンチャー
漫画『さらば愛しのファルコ』において、4年前にスターフォックスを脱退し行方をくらませていたが、フォックスがアンドルフ相手に苦戦しているところに現れ、アンドルフを倒すために必要なスマートボムを供給し続け、フォックスのサポートを務める。
アンドルフが倒れ、ダイナソープラネット（サウリア）が元に戻った際にチームに復帰する。
スターフォックス アサルト
元スターウルフのアンドリュー・オイッコニー率いる反乱軍、そして突如現れたアパロイドを殲滅するために共に出撃する。
金のためにチームにいると言っているが、概要で記しているように実際はチームメンバーを家族のように思っており、前作のように道中にスマートボムを投下したり、フィチナではピンチに陥ったフォックスの元にアーウィンで駆けつけ、警備ロボを蹴散らしそのまま建物内部に強引に着陸しフォックスを回収するなどといった活躍を見せる。
バトルモードでは固有キャラクターとして使用できる。体力は最も低いが足のスピードが速く、アーウィンの操縦能力に長けており本編同様空中戦を最も得意とする。
スターフォックス コマンド
スターフォックスに舞い込む仕事が雑用ばかりで飽々し、平和続きの影響でスターフォックスの経営が火の車であることもあって、退屈しのぎに元暴走族仲間と飛び回るために再脱退している。
早い段階でフォックスやナウスに重要戦力として目を向けられており、実際の参戦タイミングはルートにもよるが概ね中盤となり、フォックスをメインに進むルート全てで仲間になる。アステロイドベルトでは他の仲間では分が悪い残存の敵やボスを簡単に撃退できる戦力として増援に登場する（ボスのみ残った状態にすると「美味しいところだけいただいていく」と言うため、遅刻常習犯の自覚はあるらしい）。
搭乗機体は「スカイクロー」、アーウィンを原型としたデザインで鳥の翼のようなウィング、嘴のような細長い機首が特徴的。ブーストが高いがシールドが低い機動力重視の設計、兵装はマルチロックを装備しており対複数戦にて特に力を発揮するがレーザーはシングルで低いシールドと相まって接近戦には不向き。タイムボーナスとブーストが高いため滞空時間を稼ぎやすい機体でもある。
ストーリーによってはキャット、アッシュと共に遊撃隊を結成したり、フォックスの息子たちと共に新たにスターフォックスを結成したりするなど、様々な結末を迎える。

## スターフォックスシリーズ以外の出演作品
大乱闘スマッシュブラザーズシリーズ
『DX』、『X』、『for』『SPECIAL』にそれぞれ隠しキャラクターとして登場。『DX』では『スターフォックス64』をベースにしたデザインとなっており、『X』及び『for』では『コマンド』のデザイン、『SP』では『ゼロ』のデザインとなっている。
『DX』ではフォックスのモデル替えキャラクターとして作成されたという経緯があり、多少特徴が異なるもののフォックスとほとんど同じワザを使用していたが、『X』以降ではクチバシや羽（手刀）を用いて攻撃したり、リフレクターを蹴り飛ばして攻撃に使ったりするなど、フォックスとの差別化が図られている。また、スピードタイプのキャラクターで上方向に飛ばすワザが得意という位置付けのフォックスに対し、ファルコはシリーズを通してジャンプ力が高く横方向に飛ばすワザが得意なキャラクターという位置付けになっている。
ブラスターはいずれの作品でも『64』のフォックスが使っていた「連射性がやや低く、相手がひるむ」タイプのものを使用しており、銃を横に寝かせて撃つという特異な構え方をする。レーザーのカラーは『DX』ではフォックスと同じくレッド、『X』からはブルーとなっている。
『X』から追加された「最後の切りふだ」は、フォックスと同じく「ランドマスター」。ファルコが使用するランドマスターについてはリンク先を参照。『SP』ではフォックス同様アーウィンで一斉攻撃するものに変更され、フォックスとは演出が多少異なる。
フォックスと同様にファルコにも「スマッシュアピール」が用意されており、『スターフォックス』シリーズを題材にしたステージで下アピールボタンを短く押すことにより仲間やライバル達の通信を聞くことができる。
『X』のアドベンチャーモード『亜空の使者』では、原作同様にフォックスの危機を救う形で登場。登場ムービーにのみ、ブラスターの二丁拳銃を披露している。その後はディディーコングによってフォックスとともにドンキーコング救出に無理矢理付き合わされてしまうが、アーウィンでディディーコングをドンキーコングの元へ送るなどといった協力を行い、その後は戦艦ハルバードにてデュオンと対峙していたフォックス達に加勢した。
担当声優はそれぞれの作品のベースとなったデザインに準拠しているため、『DX』から『for』までは江川央生、『SP』では高口公介が務めている。ただし、スマッシュアピール時は作品に関係なく江川央生が務めている。
すれちがいMii広場
追加有料コンテンツで入手できるMii用の帽子の一つとして、ファルコの頭部を模した「ファルコのぼうし」が登場。
amiibo
2015年11月5日に『大乱闘スマッシュブラザーズシリーズ』のamiiboが発売された。
スターリンク バトル・フォー・アトラス
2019年4月25日に発売。PlayStation 4、Xbox Oneにも発売されたタイトルだが、Nintendo Switch版のみ『スターフォックス』コラボをしている。
フォックスのパイロットアビリティによって援軍として登場する。操作可能なパイロットとして使用するにはDLCの購入が必要となっている。

## 声優
日本語音声
- 江川央生 - 『スターフォックス64』～『大乱闘スマッシュブラザーズX』、『大乱闘スマッシュブラザーズ for Nintendo 3DS / Wii U』
- 高口公介 - 『スターフォックス64 3D』以降の関連作品

英語音声
- ビル・ジョーンズ - 『スターフォックス64』
- ベン・カラム - 『大乱闘スマッシュブラザーズDX』[7]、『スターフォックスアドベンチャー』
- マイク・メディオイ - 『スターフォックス アサルト』
- デックス・マンリー - 『大乱闘スマッシュブラザーズX』
- マーク・ランド - 『スターフォックス64 3D』以降の関連作品